# Nadużycia seksualne w Kościele katolickim

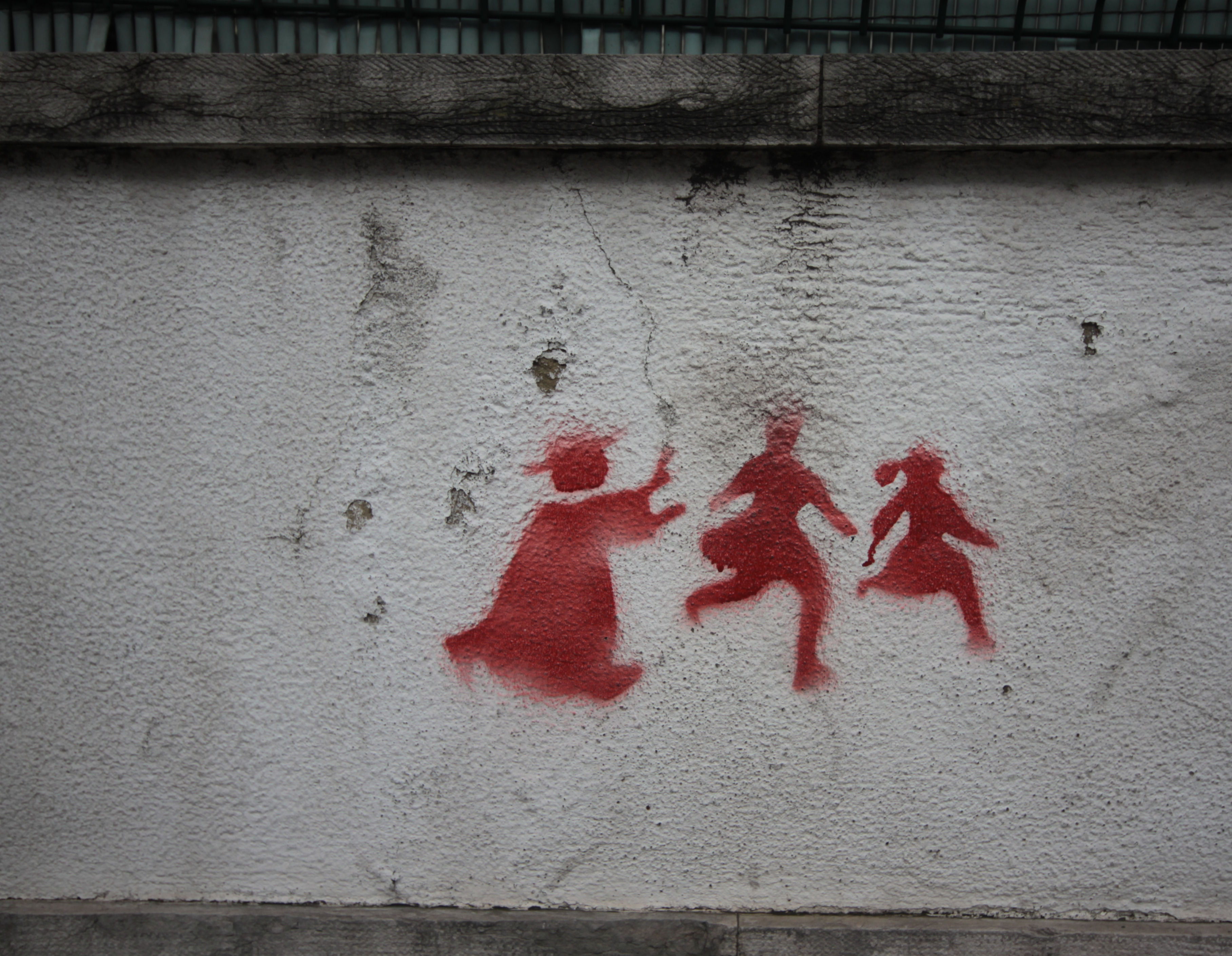
Graffiti na murze w Lizbonie, które przedstawia księdza goniącego dwoje dzieci. Zdjęcie zrobione 2 lutego 2011.

Nadużycia seksualne w Kościele katolickim – przypadki wykorzystywania seksualnego (zazwyczaj dzieci) przez katolickich księży, zakonników i innych duchownych.
Sprawy o dużym zasięgu lub rozgłosie miały miejsce w ponad 20 państwach, m.in. w Argentynie, Australii, Austrii, Belgii, Brazylii, Chile, na Filipinach, we Francji, w Hiszpanii, Holandii, Irlandii, Kanadzie, Kenii, na Malcie, w Meksyku, Niemczech, Polsce, Stanach Zjednoczonych, Tanzanii, Wielkiej Brytanii i we Włoszech, a wiele przypadków ujawniono także w innych krajach. O tuszowanie skandali seksualnych obarczono winą hierarchów Kościoła katolickiego, w tym niektórych biskupów, kardynałów i papieży. Papieża Jana Pawła II skrytykowano za wspieranie duchownych, którym zarzucano pedofilię. Zarzuty o zaniechanie nie ominęły także jego następcy Benedykta XVI, ale dotyczą one okresu, kiedy był jeszcze kardynałem i prefektem Kongregacji Nauki Wiary.
Według informacji podanych w 2014 przez papieża Franciszka w czasie wywiadu prasowego, zjawisko pedofilii w Kościele dotyczy 2% duchownych. Według badań zleconych przez episkopat Stanów Zjednoczonych, obejmujących lata 1952–2002 i znanych jako John Jay Report, 80,9% ofiar molestowania nieletnich przez duchownych stanowili chłopcy inne badania temu zaprzeczają. W samych Stanach Zjednoczonych odszkodowania wypłacone ofiarom molestowania seksualnego przez diecezje i zakony przekroczyły 3 miliardy dolarów i pociągnęły za sobą bankructwo niektórych diecezji.

## Metody postępowania wobec sprawców wykroczeń seksualnych w Kościele katolickim
Rozróżnia się dwie płaszczyzny postępowania Kościoła katolickiego wobec pedofilii we własnych szeregach: zewnętrzną i wewnętrzną. Zewnętrznie księża w każdym kraju podlegają prawom miejscowym, które definiują przestępstwo pedofilii i inne przestępstwa seksualne w różny sposób. Kościół katolicki nie ma ustalonego jednolitego sposobu postępowania wobec praw obowiązujących we wszystkich krajach. Wewnętrznie Kościół katolicki ustala reguły postępowania w taki sposób, by nie naruszały kompetencji władz świeckich do karania przestępstw. Reguły te określają, jakie postępowanie księży w zakresie życia seksualnego jest przestępstwem kanonicznym, zagrożonym karami kościelnymi. Nie zawsze nadużycie seksualne księży stanowią przestępstwo w rozumieniu prawa świeckiego. Przestępstwem według prawa kanonicznego jest przede wszystkim wykorzystywanie sakramentu spowiedzi do molestowania seksualnego, podczas którego może dojść do przestępstwa w rozumieniu prawa świeckiego – na przykład pedofilii, czy homoseksualizmu (w krajach muzułmańskich). Dokumentem, w oparciu o który władze kościelne postępowały w przypadkach podejrzenia księży o nadużycia seksualne w rozumieniu prawa kanonicznego, przez długi czas była instrukcja Crimen sollicitationis z 1922 roku, aktualizowana w 1962.
Instrukcja ustalała całkowitą poufność postępowania kanonicznego – wszystkie osoby zaangażowane w postępowanie zobowiązane były do zachowania tajemnicy w sprawach, o których dowiedziały się podczas procesu, jednak nie zobowiązywała do milczenia ofiar i świadków, których wiedza nie była związana z procesem. Instrukcja pozostawała w użyciu aż do wydania nowych regulacji w 2001 roku. Jej istnienie stało się powodem oskarżania Kościoła katolickiego o ukrywanie przestępstw seksualnych księży, na podstawie nie potwierdzonego domniemania, iż instrukcja rozciąga regułę poufności postępowania kanonicznego na stosunek ofiar i świadków do śledztwa według prawa świeckiego.

## Zarzuty wobec instytucji kościelnych
W stosunku do osób związanych z Kościołem katolickim pojawiały się zarzuty dotyczące następujących problemów, związanych z zewnętrznym aspektem postępowania duchownych:
- Molestowania dzieci przez duchownych oraz świeckich działających w imieniu Kościoła katolickiego w lokalnych społecznościach.
- Wykorzystywania seksualnego wychowanków w instytucjach edukacyjnych oraz ośrodkach pomocy prowadzonych przez Kościół.
- Molestowania kleryków w seminariach.
- Polityki instytucji kościelnych wobec skandali seksualnych[39][40]:
  - Wywieranie presji na ofiary, aby zmusić je do milczenia.
  - Przeszkadzanie w śledztwach, m.in. poprzez ostrzeganie oskarżonych przed organami ścigania.
  - Zaniechanie zgłoszenia informacji o przestępstwie do organów ścigania.
  - Niszczenie dowodów.
  - Przenoszenie oskarżonych duchownych do innych parafii.
  - Przedkładanie prawa kanonicznego nad świeckie.

Wiele oskarżeń nie doczekało się swojego finału w sądach, jednak część spraw trafiła do wymiaru sprawiedliwości. W efekcie biskupi, w których diecezjach pojawiły się nieprawidłowości, tacy jak arcybiskup Bostonu kardynał Law (Stany Zjednoczone), biskup Ferns Brendan Comiskey (Irlandia) czy arcybiskup poznański Juliusz Paetz (Polska) złożyli rezygnacje. Najcięższym zarzutem wobec nich było ukrywanie oskarżeń o nadużycia seksualne przed policją. W efekcie episkopaty Kościoła katolickiego w niektórych krajach wprowadziły nowe zasady nadzoru dotyczące opieki nad dziećmi sprawowanej w instytucjach kościelnych. Mimo tych działań, w niektórych amerykańskich i irlandzkich diecezjach, gdzie pojawiło się najwięcej oskarżeń o molestowanie, zanotowano spadek liczby wiernych uczestniczących w mszach.

## Nauczanie Kościoła katolickiego dotyczące molestowania seksualnego dzieci
Molestowanie seksualne dzieci jest grzechem śmiertelnym. Z Katechizmu Kościoła Katolickiego:
| 2285 |
| Zgorszenie nabiera szczególnego ciężaru ze względu na autorytet tych, którzy je powodują, lub słabość tych, którzy go doznają. Nasz Pan wypowiedział 1903 takie przekleństwo: „Kto by się stał powodem grzechu dla jednego z tych małych... temu byłoby lepiej kamień młyński zawiesić u szyi i utopić go w głębi morza” (Mt 18, 6)54Por. 1 Kor 8, 10-13.. Zgorszenie jest szczególnie ciężkie, gdy szerzą je ci, którzy, z natury bądź z racji pełnionych funkcji, obowiązani są uczyć i wychowywać innych. Takie zgorszenie Jezus zarzuca uczonym w Piśmie i faryzeuszom, porównując ich do wilków przebranych za owce55Por. Mt 7, 15.. |

| 2389 |
| Do kazirodztwa zbliżone są nadużycia seksualne popełniane przez dorosłych na dzieciach lub młodzieży powierzonych ich opiece. Grzech ten jest 2285 jednocześnie gorszącym zamachem na integralność fizyczną i moralną młodych, którzy będą nosić jego piętno przez całe życie, oraz pogwałceniem odpowiedzialności wychowawczej. |

Zasady traktowania przez Kościół katolicki ciężkich przestępstw popełnionych podczas świadczenia sakramentów zostały wyrażone przez papieża Jana Pawła II 30 kwietnia 2001 roku w liście apostolskim. List podobnej treści wystosował 18 maja 2001 kardynał Joseph Ratzinger. 16 maja 2011 roku kardynał William Levada wydał okólnik dotyczący w szczególności ciężkich przestępstw natury seksualnej.
Komentując skandale seksualne w Irlandii arcybiskup Dublina Diarmuid Martin zauważył: „Prawda nas wyzwoli, ale nie w banalny sposób. Prawda boli. Prawda oczyszcza nie jak delikatne, eleganckie mydło, ale jak ogień, który pali, rani i przecina. Musimy się nauczyć, że prawda ma moc wyzwalającą, której nie mają półprawdy. Próby unikania skandalu doprowadziły Kościół do jednego z największych skandali w historii”.
Wbrew temu publicznemu stanowisku Kościoła katolickiego dotyczącemu nadużyć seksualnych, niektórzy krytycy twierdzą, że pewne elementy doktryny oraz tradycyjne praktyki mogą przyczyniać się do narastania tego problemu. Zgodnie z nauczaniem Kościoła katolickiego, jeżeli kapłan posiada odpowiednie pozwolenia kościelne, to jego osobiste grzechy nie mają wpływu na ważność sprawowanych przez niego sakramentów (tj. wiernym nie unieważnia się np. eucharystii czy spowiedzi z powodu śmiertelnego grzechu kapłana).
Wśród świeckich konserwatystów katolickich pojawiły się zarzuty, że to Sobór watykański II przyczynił się do współczesnych problemów Kościoła katolickiego, dotyczących molestowania seksualnego.
Opinie tego typu mogą być widziane jako próba wykorzystania problemu wykroczeń i przestępstw seksualnych dla wewnętrznych sporów doktrynalnych. Fakty wskazują na istnienie tego rodzaju występków w latach przedsoborowych. Jednym z najgłośniejszych skandali było wykrycie i upublicznienie masowych przestępstw seksualnych i innych prześladowań w kanadyjskich szkołach rezydencjalnych prowadzonych przez katolickie i anglikańskie instytucje religijne. Szkoły te operowały od późnych lat XIX w. do lat 70. XX wieku. Lata działania tych szkół w większości czasu ich istnienia przypadały na okres Kościoła katolickiego przed Soborem Vaticanum II.
Wśród obrońców Kościoła katolickiego pojawiły się też opinie, według których to zeświecczone media biorą sobie stan duchowny na cel. Philip Jenkins w swojej książce stwierdził, że media nie chcą poszukiwać skandali seksualnych wśród innych organizacji religijnych, takich jak Kościół anglikański, czy kościoły protestanckie albo gminy judaistyczne, czy islamskie. Jego zdaniem termin księża-pedofile (ang. paedophile priests) jest często używany przez dziennikarzy, jakby wszyscy kapłani mieli takie skłonności, podczas gdy tylko 0,2% do 1,5% spośród stanu duchownego to pedofile. Skala tego zjawiska była też różna w różnych krajach – o ile w Stanach Zjednoczonych około 4% księży było oskarżonych o molestowanie seksualne, o tyle w Niemczech było to jedynie 0,1%. Dla porównania, raport amerykańskiego departamentu edukacji wskazuje, że w tamtejszych szkołach różnych form wykorzystywania seksualnego doświadcza od 3,7 do 50,3% uczniów, przy czym jako najlepiej udokumentowaną autorzy wskazali wartość 9,6%.

## Instytucjonalny charakter molestowania nieletnich
Przestępstwa i wykroczenia seksualne jakie miały miejsce w instytucjach prowadzonych przez organizacje i instytucje Kościoła katolickiego, gdzie stwierdzono prawną i moralną współodpowiedzialność za te czyny duchowieństwa, hierarchów i innych oficjalnych przedstawicieli instytucji. Jakkolwiek przestępstwa na tle seksualnym i seksualne wykorzystywania pozycji autorytetu instytucjonalnego i moralnego miały miejsce w wielu kulturach, instytucjach i czasach historycznych, to dopiero druga połowa XX wieku przyniosła do opinii publicznej zasięg tych wydarzeń w ramach działalności Kościoła katolickiego i jego przedstawicieli.
W opracowaniach angielskojęzycznych na te tematy określa się je jako przestępstwa o podłożu lub charakterze instytucjonalnym. Określenie takie jest zgodne z teorią socjologii prawa i na gruncie polskim omawiane było przez Magdalenę Bergman w periodyku „Dialogi Polityczne”.
Charakter tych przestępstw, mimo że oparty w dochodzeniach szczegółowych na przypadkach indywidualnych, opiera się na przykładach instytucjonalnych, tj. takich, gdzie przestępstwa (dokonywane grupowo lub indywidualnie), miały charakter systematyczny i odnosiły się do więcej niż jednej ofiary, oraz miały dłuższy niż jednorazowy wymiar czasowy. Zachodziło jednocześnie podejrzenie, że sam charakter instytucji stwarzał atmosferę bezkarności i ochrony przestępcy przed organami ścigania i wymiaru sprawiedliwości.
Temat ten dotyczy przestępstw, wobec których prowadzone były dochodzenia specjalnie w tym celu powołanych komisji państwowych i kościelnych oraz procesów kryminalnych i opracowań specjalistycznych związanych z tym zagadnieniem. Powstała w Stanach Zjednoczonych organizacja Bishops Accountability (Odpowiedzialność Biskupów) tak to sformułowała w jednym z przytaczanych przez nią artykułów: Policyjne raporty i wewnętrzna korespondencja ukazują system alarmów związany z niechęcią części przełożonych jezuitów do zawiadamiania o tym władz cywilnych – podobnie jak w tuzinach innych przypadków seksualnego molestowania związanych z katolickimi księżmi, które wypłynęły na światło dzienne na terenie całego kraju.

### Molestowanie w instytucjach edukacyjnych i opiekuńczych
Podobnie jak inne organizacje religijne, Kościół katolicki prowadzi wiele szkół, sierocińców czy szpitali oraz zajmuje się pomocą społeczną. Działalność ta jest w społeczeństwie przyjmowana bardzo pozytywnie i często zajmują się nią zakony. Część spośród osób pracujących w tych placówkach wykorzystuje jednak ciągły kontakt z młodzieżą do zaspokojenia swoich instynktów. Brak reakcji ze strony przełożonych oraz władz oświatowych może doprowadzić do szeregu przypadków nadużyć seksualnych, jeżeli nieuczciwy zakonnik czy osoba świecka będzie miał możliwość molestowania przez wiele lat. W ten sposób autorytet instytucji kościelnych, które prowadzą bardzo pozytywną działalność społeczną, może zostać podważony.
Jeden z najgłośniejszych przypadków oskarżeń o molestowanie w stosunku do zakonników dotyczył ojca Marciala Maciela, założyciela powstałego w roku 1940 w Meksyku zakonu Legion Chrystusa. W roku 1990 dziewięciu byłych seminarzystów zakonu oskarżyło ojca Maciela o molestowanie. Jeden z nich odwołał potem swoje słowa i stwierdził, że cała sprawa była spiskiem mającym zdyskredytować Legion Chrystusa. Ojciec Maciel zaprzeczył oskarżeniom, ale ustąpił ze stanowiska przełożonego zakonu. Jego postawa została skrytykowana 1 maja 2010 roku, gdy w oświadczeniu wydanym po naradzie z udziałem papieża Benedykta XVI na temat skandalu pedofilii i seksualnego wykorzystywania seminarzystów przez Maciela Degollado, Watykan przyznał, że duchowny dopuścił się skandalu najcięższego i niemoralnego zachowania, licznych przestępstw i prowadził życie pozbawione skrupułów, a najcięższe i obiektywnie niemoralne zachowania ojca Maciela, potwierdzone przez niepodważalne świadectwa, jawią się niekiedy jako prawdziwe przestępstwa i ukazują życie, pozbawione skrupułów i autentycznych uczuć religijnych.
Ojciec Marcial Maciel Degollado był ojcem co najmniej trojga dzieci, które miał z co najmniej dwiema kobietami. Obie utrzymywał z pieniędzy Legionistów. Jeden z jego synów pozwał Legion Chrystusa o odszkodowanie za molestowanie przez własnego ojca.

## Polityka instytucji kościelnych

### Przenoszenie oskarżanych księży
Niektórzy biskupi znaleźli się w ogniu krytyki, ponieważ w obliczu oskarżeń o molestowanie wysuwanych wobec księży poprzestawali na przenoszeniu ich do nowych parafii. Księża byli również kierowani na psychoterapię, a potem ponownie rozpoczynali posługę, która wiązała się z kontaktami z dziećmi. Biskupi stwierdzali, że psycholodzy pozytywnie oceniali wyniki terapii. Jednak współczesna wiedza na temat pedofilii postawiła te ekspertyzy pod znakiem zapytania. Seksuolodzy stwierdzili, że wiele osób, które dopuściły się molestowania dzieci, po odbyciu wyroku dokonuje kolejnych podobnych czynów.

### Ukrywanie przestępstw
Aby uniknąć skandalu, urzędnicy instytucji kościelnych i hierarchowie Kościoła katolickiego ukrywali przestępstwa seksualne przed wymiarem sprawiedliwości. Najbardziej jaskrawy przypadek takiej sytuacji dotyczył zakonu norbertanów. Przełożeni ojca Smytha wiedzieli o jego skłonnościach już w roku 1945. Jednak pierwsze informacje trafiły do policji dopiero pod koniec lat 80. – to pozwoliło postawić go w stan oskarżenia. W maju 2001 roku kardynał Ratzinger, prefekt Kongregacji Nauki Wiary, wysłał list do wszystkich biskupów katolickich. Stwierdził w nim, że wszystkie wewnętrzne dochodzenia kościelne dotyczące molestowania dzieci podlegają sekretowi papieskiemu.
Zanotowano przypadki opłacania przez duchownych swoich ofiar, aby nie zgłaszały przypadków molestowania na policję. W połowie lat 90. arcybiskup Desmond Connell pożyczył pieniądze księdzu, który molestował ministranta, Andrew Maddena. Duchowny przekazał te pieniądze rodzinie chłopca w zamian za milczenie. Kardynał Connel zaprzeczył, jakoby wiedział, na jaki cel miała zostać spożytkowana jego pożyczka.
15 kwietnia 2008 papież Benedykt XVI na pokładzie samolotu do Stanów Zjednoczonych zapowiedział „wykluczenie pedofilów z kapłaństwa” i „zrobienie wszystkiego, by podobne przypadki nie powtarzały się w przyszłości”. W Stanach Zjednoczonych skandale związane z seksualnym wykorzystywaniem dzieci przez kapłanów doprowadziły do procesów, w których amerykańskie diecezje musiały wypłacić w sumie ponad 2 mld dolarów odszkodowań.

#### Stanowisko Episkopatu Polski
W dokumencie przyjętym przez Episkopat Polski w dniach 13 i 14 marca 2012 jest powiedziane, że nie zostaną przyznane odszkodowania dla ofiar pedofilii od polskiego Kościoła katolickiego. Duchownych, którzy popełnili takie przestępstwo, chroni tajemnica spowiedzi, a Kościół katolicki zamierza jej bronić. Choć episkopat deklaruje w dokumencie pełną współpracę z władzami w sprawie ścigania pedofilów w Kościele, to ustanawia wyjątki od tej reguły. Duchowni nie ujawniają informacji o księżach, którzy przyznali się do pedofilii w trakcie spowiedzi.
W dniu 19 listopada 2018 Episkopat Polski wydał stanowisko, w którym przeprasza wszystkie ofiary przestępstw na tle seksualnym, wyrządzonych przez osoby duchowne. Dokument zawiera także zapewnienia, iż każdy sygnał o ewentualnych sytuacjach niezgodnych z prawem, obejmowany jest wstępnym dochodzeniem, a w przypadku stwierdzenia ich prawdopodobieństwa informowana jest prokuratura oraz Stolica Apostolska. Osoby małoletnie mogą otrzymać wsparcie psychologiczne, prawne oraz duszpasterskie w każdej diecezji u specjalnie wyznaczonego i przeszkolonego przez Centrum Ochrony Dziecka delegata. Zgromadzenie wezwało także przestępców do wzięcia odpowiedzialności za swoje czyny i poddanie się karze.

### Rola celibatu
Według niektórych psychologów celibat może być przyczyną wyższego odsetku pedofilów wśród księży. Duchowny musi unikać kontaktów erotycznych. Jednak w obliczu problemów zdrowotnych, osobowościowych, emocjonalnych może stracić kontrolę nad popędem seksualnym i bywa, że obiektem pożądania staje się dziecko. Ma to charakter zastępczy. Podobną tezę wysuwają niektóre środowiska liberalnych katolików. Jednak raport niezależnej instytucji badawczej John Jay College of Criminal Justice (United States Conference of Catholic Bishops, 2011) w którym przedstawiono badania i wnioski dotyczące skali, natury i przyczyn wykorzystywania seksualnego w Kościele w Stanach Zjednoczonych w latach 1950-2002, jak również pierwsze niemieckie opracowanie (Fegert, Hoffmann, Konig, Niehaus, Liebhardt, 2014) wskazują, że nie ma istotnego związku między celibatem księży a wykorzystywaniem seksualnym osób małoletnich (za: Ewa Kusz "Wykorzystywanie seksualne osób małoletnich przez osoby duchowne – analiza zjawiska" 2020 s. 42).
Zgodnie z nauczaniem kościoła celibat jest jednak zawsze przyjmowany w wolności i „dla Królestwa niebieskiego” (Mt 19,12). Krytycy sugerują, że wstrzemięźliwość seksualna księży powoduje u nich narastanie pożądania, które może zostać przeniesione na osoby najmłodsze, bo są one w tej sferze nieuświadomione. Zdaniem przeciwników celibatu, pozwala on ukryć problemy seksualne osób, które mają niewłaściwe tendencje. Pojawiły się też sugestie, że pedofile celowo wstępują do stanu duchownego, aby mieć dostęp do dzieci. Teorie te nie znalazły żadnego potwierdzenia w badaniach socjologicznych.
W raporcie przedstawionym synodowi biskupów w Rzymie w roku 1971 dotyczącym problemów prowadzących do kryzysu kapłaństwa w Europie Zachodniej, amerykański psychiatra Conrad Baar stwierdził, że wielu księży nie utrzymuje wstrzemięźliwości seksualnej. Badanie oparto na próbie 1500 duchownych. Krytycy stwierdzili, że zła polityka instytucji kościelnych związana z tym problemem może mieć wpływ na pojawianie się przypadków molestowania seksualnego. W Australii w 2018 roku Komisja Królewska opracowująca raport dotyczący nadużyć seksualnych duchownych katolickich względem nieletnich wśród 80 sugerowanych zmian zaleciła biskupom australijskim zniesienie obowiązkowego celibatu księży diecezjalnych.
W niektórych krajach skutkiem kryzysu związanego ze skandalami było wprowadzenie przez kościół dla kleryków dodatkowych zajęć, mających ułatwić im wytrwanie w celibacie. Wydano również polecenie, aby w seminariach duchownych były prowadzone rozmowy z kandydatami do stanu kapłańskiego. Rozmowy takie mają zidentyfikować kleryków z problemami sfery seksualnej aby wycofać ich z seminariów i udzielić wsparcia.

## Dymisje hierarchów Kościoła katolickiego
- Kardynał Bernard Law, arcybiskup Bostonu, Massachusetts, Stany Zjednoczone – został oskarżony o ukrywanie informacji dotyczących seksualnych nadużyć w jego archidiecezji. Przykładem był tutaj ojciec John Geoghan, przenoszony z parafii do parafii mimo tego, że kardynał wiedział o jego skłonnościach. W Watykanie 13 grudnia 2002 roku Jan Paweł II przyjął rezygnację biskupa Law’a. Jego następca w archidiecezji, Seán O’Malley sprzedał wiele nieruchomości należących do kurii, aby pokryć koszty wysokich odszkodowań dla ofiar księży pedofilów[24]. W maju 2004 roku Bernard Law został mianowany archiprezbiterem patriarchalnej Bazyliki Matki Bożej Większej w Rzymie. Funkcję tę pełnił do przejścia na emeryturę w listopadzie 2011 roku.
- Brendan Comiskey, biskup Ferns – zrezygnował w podobnych okolicznościach jak kardynał Law[23].
- Richard Anthony Burke, biskup Beninu – oskarżony o seks z nieletnią, która przez 20 lat była potem jego kochanką, złożył dymisję, którą 31 maja 2010 przyjął Benedykt XVI. Kościelna komisja nie dowiodła przestępstwa[70].
- Kardynał Hans Hermann Groër, arcybiskup Wiednia – ustąpił w roku 1995 po oskarżeniach o molestowanie seksualne dzieci z parafii, w której pracował jako młody ksiądz[71].
- Dwaj biskupi diecezji Palm Beach na Florydzie – zrezygnowali w związku ze skandalami seksualnymi. Byli to Joseph Symons oraz zastępujący go Anthony O’Connell[72].
- Raymond Lahey, biskup diecezji Antigonish w Kanadzie po aresztowaniu za gromadzenie pornografii dziecięcej i przestępstwa na tle seksualnym[73].
- Daniel Francis Walsh, biskup diecezji Santa Rosa w Kalifornii podał się do dymisji po ujawnieniu, że umożliwił księdzu, który wyznał mu gwałt na nieletnim chłopcu, ucieczkę do Meksyku przed organami ścigania Stanów Zjednoczonych[74].
- W lipcu 2011 Benedykt XVI przyjął dymisję arcybiskupa Filadelfii Justina Francisa Rigaliego – powodem mogło być tuszowanie przypadków pedofilii w Kościele[75].
- Arcybiskup poznański Juliusz Paetz złożył rezygnację z obowiązków arcybiskupa metropolity poznańskiego, która 28 marca 2002 roku została przyjęta przez Jana Pawła II. W latach 2010 nałożone na niego zakazy zostały potwierdzone[76].
- Arcybiskup Józef Wesołowski został odwołany przez papieża Franciszka z funkcji Nuncjusza Papieskiego w Dominikanie w sierpniu 2013 roku. Został oskarżony o stosunki seksualne i wykorzystywanie seksualne nieletnich chłopców. Watykan zapowiedział pierwszy w historii Kościoła katolickiego proces kryminalny o przestępstwa seksualne wobec arcybiskupa. Do procesu doszło, ale w jego trakcie Józef Wesołowski umarł w Watykanie[77].
- Kardynał Keith O’Brien, arcybiskup Saint Andrews i Edynburga, ze względu na ujawnione molestowanie młodych księży i seminarzystów w latach 80. XX wieku oraz trwanie w wieloletnim związku homoseksualnym złożył rezygnację, którą w lutym 2013 roku przyjął Benedykt XVI. Pozwolono mu jednak dożywotnio zachować tytuł kardynalski[78].
- Arcybiskup Anthony Sablan Apuron po przeprowadzeniu rozprawy dotyczącej między innymi oskarżeń o molestowanie seksualne nieletnich został przez Trybunał Apostolski Kongregacji Nauki Wiary w 2018 roku skazany na pozbawienie urzędu i zakaz pobytu na terenie archidiecezji Hagåtña na wyspie Guam[79]. Abp Apuron odwołał się od tej decyzji[80].
- 18 maja 2018 roku wszystkich 34 biskupów, należących do episkopatu Kościoła katolickiego w Chile podało się do dymisji[81]. Papież nie przyjął dymisji zbiorowej, lecz każdy przypadek rozpatruje oddzielnie. 11 czerwca 2018 roku przyjął dymisję arcybiskupa Cristiána Caro Cordero oraz biskupów Gonzalo Duarte Garcíi de Cortázara i Juana de la Cruz Barrosa Madrida; 28 czerwca biskupów: Alejandro Goica Karmelica i Horacio del Carmena Valenzueli Abarci, a 21 września dymisję: Carlosa Pellegrína i Cristiána Enrique Contrerasa Moliny[82].
- 28 lipca 2018 kardynał Theodore McCarrick po oskarżeniach o molestowanie seksualne złożył rezygnację z zasiadania w Kolegium Kardynałów[83]. 13 lutego 2019 decyzją papieża został wydalony ze stanu kapłańskiego[84].
- 30 lipca 2018 papież przyjął dymisję arcybiskupa Philipa Wilsona, w latach 2006–2012 przewodniczącego Konferencji Episkopatu Australii, który został uznany winnym i skazany na rok aresztu domowego za zatajenie przypadków molestowania nieletniego ministranta[85].
- 11 października 2018 papież w wyniku oczywistych aktów wykorzystywania małoletnich wydalił ze stanu kapłańskiego dwóch biskupów chilijskich: Francisco José Coxa Huneeusa, emerytowanego arcybiskupa La Serena oraz Marco Antonia Órdenesa Fernándeza, emerytowanego biskupa Iquique[86].
- 12 października 2018 papież przyjął dymisję arcybiskupa metropolity waszyngtońskiego Donalda Wuerla w związku z przypadkami tuszowania molestowania seksualnego nieletnich w latach 1988–2006, gdy był on ordynariuszem diecezji Pittsburgh[87].
- 6 listopada 2020 r. emerytowany kardynał i wieloletni biskup wrocławski Henryk Gulbinowicz ukarany został przez Watykan: zakazem uczestniczenia w jakiejkolwiek celebracji lub spotkaniu publicznym, zakazem używania insygniów biskupich, pozbawieniem prawa do nabożeństwa pogrzebowego w katedrze i pochówku w katedrze oraz wpłaceniem „odpowiedniej sumy pieniędzy” na Fundację św. Józefa powołaną przez Episkopat, której zadaniem jest wspieranie ofiar nadużyć seksualnych w Kościele[88]. Dziesięć dni później Henryk Gulbinowicz zmarł[89].

## Niektóre przypadki nadużyć seksualnych

### Australia
Arcybiskup Melbourne Denis Hart stwierdził, że od lat trzydziestych XX wieku w stanie Wiktoria doszło do co najmniej 620 przypadków molestowania dzieci przez przedstawicieli Kościoła katolickiego. Instytut Prawa Wiktorii zaapelował o ustanowienie niezależnego podmiotu, który miałby zbadać reakcję Kościoła katolickiego na molestowanie dzieci. Arcybiskup Hart ogłosił, że strona kościelna będzie współpracować z władzami w trakcie śledztwa. Do 2015 roku zebrano relacje 4444 osób gotowych złożyć zeznania, które obciążają 384 księży diecezjalnych, 188 księży zakonnych, 597 braci zakonnych, 93 siostry zakonne oraz 543 osoby świeckie pracujące w parafiach, jako sprawców domniemanych przestępstw pedofilskich w trzech diecezjach. W Kościele rzymskokatolickim w Australii problem pedofilii może obciążyć 7% duchownych. W ciągu dwóch dekad Kościół katolicki w Australii wypłacił 276 mln dol. australijskich odszkodowań ponad 3 tysiącom ofiar molestowania, które w latach 1980–2015 złożyły skargi. Średnia wysokość odszkodowania wyniosła 91 tys. dol. australijskich.
O wielokrotne molestowanie został oskarżony m.in. bliski współpracownik papieża Franciszka kardynał George Pell, w latach 1987–1996 biskup pomocniczy Melbourne, a następnie arcybiskup Melbourne (1996-2001) i Sydney (2001-2014). Jednakże większość wysuwanych przeciwko niemu zarzutów zostało odrzuconych przez sąd już na etapie wstępnych przesłuchań, zaś jedyny wytoczony mu proces, dotyczący molestowania dwóch chłopców w zakrystii katedry w Melbourne w 1996, zakończył się jego uniewinnieniem.
W 2018 roku Komisja Królewska opracowująca raport dotyczący nadużyć seksualnych duchownych katolickich względem nieletnich zaleciła biskupom australijskim 80 zmian postępowania w takich przypadkach, w tym zniesienie obowiązkowego celibatu księży diecezjalnych czy zniesienie tajemnicy spowiedzi gdy sprawa dotyczy molestowania. Od października 2018 roku w stanie Australia Południowa zacznie obowiązywać prawo nakazujące księżom zgłaszanie przypadków molestowania, które poznali podczas spowiedzi. Podobne rozwiązanie planują wprowadzić stany Tasmania i Australijskie Terytorium Stołeczne.

### Austria
W 1995 roku tygodnik „Profil” opublikował wyznania jednego z byłych uczniów ówczesnego konserwatywnego arcybiskupa Wiednia – kardynała Hansa Hermanna Groëra. Mężczyzna poinformował, że jako uczeń w katolickim internacie był przed kilkunastoma latami molestowany seksualnie przez księdza Groëra. Pomimo ujawnienia zarzutów także innych kleryków, Groër nie przyznał się do winy. Coraz większa część episkopatu Austrii zaczęła jednak mieć wątpliwości co do niewinności kardynała, a opinia publiczna domagała się śledztwa w tej sprawie. Po kilku miesiącach Groër podał się do dymisji i na rozkaz papieża Jana Pawła II opuścił Austrię w 1998 roku. Śledztwo urzędowe przeciwko niemu nie rozpoczęło się, gdyż sprawa uległa przedawnieniu. Zmarł w 2003 roku.
W 2004 roku Austrię obiegły informacje o posiadaniu przez kleryków w seminarium duchownym w St. Pölten pornografii dziecięcej i fotografii seminarzystów w niedwuznacznych pozach z wykładowcami. Skandal w seminarium zbagatelizował miejscowy biskup Kurt Krenn, choć wiedeński kardynał Christoph Schönborn od dawna informował Watykan o tym, co się dzieje w St. Pölten, ale otoczenie papieża zwlekało z decyzją. Seminarium zostało zamknięte, a kontrowersyjny biskup – Kurt Krenn na skutek presji społecznej i kościelnej podał się do dymisji.
Na skutek ujawnienia przestępstw seksualnych popełnionych przez duchownych z Kościoła katolickiego w Austrii wystąpiło w 2010 roku 100 tys. wiernych.

### Belgia
Według szacunków z 2010 roku w Belgii ofiarami pedofilów padło od lat 50. XX wieku ok. 500 osób; 13 z nich popełniło samobójstwo. Kościół katolicki w Belgii doliczył się 134 księży-pedofilów. Według raportu opublikowanego 13 lutego 2019 roku przez Konferencję Biskupów Belgii od 2010 roku do punktu rozjemczego i 10 ośrodków kościelnych w Belgii zgłosiły się 1054 ofiary wykorzystywania seksualnego.
Powołana przez Kościół katolicki w Belgii specjalna Komisja badająca przypadki seksualnych przestępstw przedstawicieli Kościoła katolickiego wobec nieletnich podjęła się m.in. problemu zbadania sytuacji w szkołach zbiorczych. Przewodniczący Komisji, znany psychiatra dziecięcy, Peter Adriaenssens przygotował Raport, w którym wykazywał systematyczny charakter tych przestępstw. W Raporcie zaznaczał, że przestępstwa wobec chłopców ustępowały na ogół po osiągnięciu 15. roku życia ofiary molestowania, podczas gdy przestępstwa wobec dziewczynek często trwały aż do pełnoletności ofiary. 76% ofiar molestowania stanowili chłopcy. 43% przypadków molestowania miała miejsce w szkole, a 28% w parafii. Z powodu nielegalnego przejęcia dokumentów Komisji przez policję belgijską sąd zakazał używania jej jako materiału dowodowego w pracach dochodzeniowo-sądowych. Skutkiem tego minister sprawiedliwości podjął kroki w celu innego zabezpieczenia dowodów, opieki na ofiarami przemocy seksualnej i zaapelował do hierarchów Kościoła o kontynuowanie pracy rozpoczętej przez dra Adriaenssensa.
Jednym ze skandali pedofilskich w Belgii było ujawnienie, że 73-letni biskup diecezji Brugii Roger Vangheluwe ustąpił ze swojego stanowiska po przyznaniu się do wieloletniego wykorzystywania seksualnego swojego bratanka. Jego rodzina dostawała pieniądze od biskupa za zachowanie milczenia.
24 czerwca 2010 belgijska policja i przedstawiciele wymiaru sprawiedliwości przeprowadzili przeszukanie w siedzibie arcybiskupstwa Mechelen-Bruksela i w prywatnym mieszkaniu jednego z kardynałów. Poszukiwano dokumentów, które mogłyby potwierdzać doniesienie o pedofilii, popełnianej przez duchownych katolickich wobec osób niepełnoletnich. Zabezpieczono materiały dowodowe. Akcja została ostro skrytykowana przez Watykan i belgijski Kościół katolicki.
Belgijska policja dostała informację, że świadkowie i sędziowie związani ze sprawą molestowania są ofiarami zastraszeń. Grożono im pobiciem, a nawet śmiercią. 3 lipca rzecznik prokuratury Jean Marc Meillure potwierdził, że rozpoczęto dochodzenie w tej sprawie.
W 2011 roku około 80 osób złożyło pozew przeciwko Kościołowi katolickiemu w Belgii i papieżowi Benedyktowi XVI. Jest to pierwszy taki pozew w Europie. Ofiary duchownych domagają się w nim odszkodowań. 30 maja 2011 roku belgijscy biskupi ogłosili, że ofiarom zostanie wypłacone odszkodowanie. W latach 2012–2017 ośrodki kościelne oraz fundacja Dignity wypłaciły ofiarom molestowania tytułem odszkodowań ogółem 4,58 mln euro.

### Chile
Trwające od wielu lat skandale dotyczące przestępstw pedofilsko-seksualnych spowodowały kryzys w Kościele katolickim w Chile oraz „odpływ” części wiernych. Najgłośniejszy przypadek dotyczy wieloletniego duszpasterza konserwatywnych elit politycznych, z czasów junty Augusto Pinocheta – Fernando Karadimy. W 2004 roku został on oskarżony przez kilkoro dorosłych już, dawnych swoich wychowanków, o molestowanie seksualne. W 2010 roku przeprowadzono rozprawę kanoniczną, a w 2011 roku ksiądz Karadima został uznany winnym i odsunięty od posługi kapłańskiej. Sprawa Karadimy ośmieliła wielu innych wiernych dzięki czemu ujawniono kilkadziesiąt dalszych przypadków pedofilii wśród księży katolickich. Sytuację pogorszyły próby tuszowania problemu pedofilii m.in. przez arcybiskupa Ricardo Ezzatiego i kardynała Francisco Errazuriza. Reakcją części ludności na skandale seksualne i planowaną wizytę papieża Franciszka były demonstracje na ulicach oraz eksplozje bomb podłożonych w sześciu kościołach Santiago de Chile. W trakcie wizyty w Chile w styczniu 2018 roku papież Franciszek prosił ofiary o wybaczenie. W budynku nuncjatury watykańskiej w stolicy spotkał się z ofiarami przemocy seksualnej księży. W wyniku skandalu po trzydniowych rozmowach w Watykanie z papieżem Franciszkiem, 18 maja 2018 roku wszystkich 34 biskupów należących do episkopatu Chile podało się do dymisji. Sprawę pedofilii miał tuszować biskup Juan Barros, mianowany przez papieża Franciszka w 2015 roku biskupem diecezji Osorno. Papież, który publicznie bronił Juana Barrosa także w trakcie wizyty w Chile uznał, że był niedostatecznie informowany o sprawie.

### Francja
We Francji oskarżenia dotyczą niezgłoszenia wymiarowi sprawiedliwości przypadków nadużyć seksualnych popełnionych przez księdza Bernarda Preynata z archidiecezji liońskiej w latach 1986–1991 wobec nieletnich skautów, o czym Kościół katolicki wiedział od 1991 roku. Ksiądz Preynat od pełnienia posługi został odsunięty dopiero w sierpniu 2015 roku. Inny ksiądz Jérome Billioud, który choć przyznał się do popełniania czynów pedofilskich to jednak posługę pełnił jeszcze w marcu 2016 roku. Prymas Galii, kardynał Philippe Barbarin został oskarżony o tuszowanie molestowania.
W październiku 2021 opublikowano raport niezależnej komisji do spraw nadużyć seksualnych we francuskim Kościele katolickim, z którego wynikało, że od roku 1950 ofiarą przestępstw seksualnych kleru padło blisko 216 tysięcy dzieci (ponad 3 tys. rocznie). W okresie 70 lat czynów nierządnych dokonywało co najmniej 2900-3200 księży i zakonników.

### Holandia
Według raportu opublikowanego przez dziennik NRC Handelsblad, ponad połowa holenderskich biskupów tuszowała przypadki seksualnego molestowania nieletnich przez duchownych. Raport ten, obejmujący lata 1945–2010 wskazuje, że 20 spośród 39 holenderskich hierarchów ukrywało przypadki molestowania, a czterech biskupów pomocniczych: Jan Niënhaus z Utrechtu, Jo Gijsen z Roermond, Philippe Bär z Rotterdamu i Jan ter Schure z Den Bosch, jest podejrzanych o wykorzystywanie seksualne nieletnich. Większość sprawców molestowania już nie żyje, a w przypadku bp. Bära, który jest podejrzewany o seksualne wykorzystywanie seminarzystów, doszło do przedawnienia. Zaś inni hierarchowie są oskarżani o ukrywanie sprawców i przenoszenie księży dopuszczających się molestowania dzieci do innych parafii.
W latach 1945–2010 dziesiątki tysięcy dzieci doświadczyło agresji seksualnej ze strony katolickich duchownych, z czego 10 do 20 tysięcy dzieci w latach 1945–1981, a kościół katolicki „nie podjął adekwatnych kroków” w tej sprawie[potrzebny przypis]. W rzymskokatolickich instytucjach (domy dziecka, internaty, seminaria) dzieci były molestowane dwukrotnie częściej niż w innych, w których dochodziło do tego rodzaju przestępstw.
W marcu 2010 roku konferencja biskupów oraz Konferencja Holenderskich Zakonów (KNR) oficjalnie zwróciły się do Wima Deetmana, byłego ministra edukacji, o powołanie 5-osobowej komisji i nieskrępowany dostęp do archiwów wszystkich diecezji oraz do archiwum Hulp en Recht (organizacja, która od 1995 roku zbierała skargi wiernych), który biskupi zaakceptowali. Wnioski samej komisji Deetmana: skrzywdzonych było tysiące obywateli, a kilka kongregacji odmówiło komisji Deetmana otwarcia archiwów. Nie powstała jednak wtedy Komisja parlamentarna.
W 2011 roku powstała kolejna komisja (Lindenbergha), która ustaliła pięć kategorii odszkodowań w zależności od wagi molestowania. Według KLOKK (zrzeszenie organizacji ofiar) strona kościelna broniła się przed odszkodowaniami, twierdząc że w archiwach brak dowodów, lub że nie ponoszą żadnej odpowiedzialności.

### Irlandia
Kościół katolicki w Irlandii zaczął przeżywać kryzys wraz z ujawnieniem przypadków pedofilii wśród księży w latach 80. i początku lat 90. XX w. W tym samym okresie upubliczniono informacje o trzech szeroko znanych duchownych. Wynikało z nich, że biskup Eamonn Casey miał dziecko, które utrzymywał za pieniądze kościelne, a goszczący w mediach ksiądz Michael Cleary był przez wiele lat związany z kobietą, z którą miał dwójkę dzieci. Kolejny ksiądz Martin Clancy, w swym testamencie spisanym przed śmiercią w 1993 roku pozostawił pieniądze kobiecie, którą 20 lat wcześniej zgwałcił jako zaledwie 14-letnią dziewczynkę. W wyniku tego gwałtu urodziła dziecko. Według raportu sędziny Yvonne Murphy jednym z najgorszych przypadków był ksiądz Bill Carney. Raport opisał Carneya jako osobę, która „seryjnie wykorzystywała seksualnie dzieci, zarówno chłopców, jak i dziewczynki”. Istnieją skargi i podejrzenia o molestowanie przez Carneya 32 konkretnych osób. Raport dodaje także, że są dowody, że wykorzystał on dużo więcej dzieci. W roku 1983 Carney przyznał się i został skazany za dwa przypadki seksualnego molestowania dzieci, otrzymując wyrok w zawieszeniu. Sprawa nie była nagłaśniana w mediach. Sześciu rodzinom zostało wypłacone odszkodowanie i Carney wkrótce wrócił do pracy, gdzie nadal miał dostęp do dzieci. Biskup James Kavanagh chronił wówczas Carneya przed wymiarem sprawiedliwości, w celu uniknięcia skandalu dla Kościoła katolickiego. W 1992 roku Kościół skazał Carneya w wewnętrznym postępowaniu za nadużycia seksualne wobec dzieci. Ten jednak odmawiał opuszczenia parafii, więc Kościół wypłacił mu 30 tysięcy funtów, żeby skłonić go do odejścia. Jedną z ofiar Carneya był 13-letni Paul, który został zgwałcony w latach 80. Paul w 2004 roku opowiedział policji o gwałcie. Widząc jednak, jak sprawa Carneya jest prowadzona przez kler i policję (unikających postawienia Carneya przed sądem i konfrontacji z ofiarą), popełnił samobójstwo. Tego samego roku w Szkocji Carney się ożenił. Na początku 2010 roku odnalazła go na Wyspach Kanaryjskich reporterka BBC.
Ojciec Brendan Smyth w roku 1994 został skazany prawomocnym wyrokiem przez sąd w Belfaście za nadużycia seksualne wobec 17 dzieci. Potem kolejny wyrok zapadł w roku 1997 w Dublinie. Ojciec Smyth został skazany za nadużycia wobec 74 dzieci. Nadużycia seksualne miały miejsce w latach 1945–1990 i mogły dotyczyć większej grupy ofiar. Ojciec Smyth dopuścił się tych zbrodni korzystając z roli jaką pełnił w lokalnej społeczności katolickiej. Co więcej, dochodzenie wykazało, że inni duchowni należący do zakonu norbertanów przez wiele lat ukrywali zbrodnie ojca Smytha przed wymiarem sprawiedliwości.
Gdy w 1999 roku Colm O’Gorman, w dzieciństwie zgwałcony przez księdza Seána Fortune’a, wystąpił na drogę sądową, pociągnął za sobą inne ofiary, których było łącznie 66. Jeszcze przed rozpoczęciem procesu ksiądz Fortune popełnił samobójstwo.
Kolejna sprawa z 2002 roku dotyczyła ojca Jim Grennana, który molestował dzieci podczas nauki do Pierwszej Komunii. Przypadek ojca Grennana – oraz kilka innych podobnych spraw – miały miejsce w diecezji Ferns i doprowadziły do rezygnacji jej biskupa Brendana Comiskeya, który przyznał, że nie reagował na przypadki molestowania seksualnego dzieci wśród księży. Podobne incydenty w archidiecezji dublińskiej zaciążyły na reputacji kardynała Desmonda Connella.
Zasadniczym organem powołanym do zbadania sprawy przestępstw wobec dzieci w szkołach irlandzkich była powołana w 2000 przez rząd Irlandii Komisja Dochodzeniowa W Sprawie Represji Wobec Dzieci (Commission to Inquire into Child Abuse). Na stronie 177 Raportu Komisji wymienione są zasady i opis dochodzeń wobec katolickich instytucji i organizacji religijnych prowadzących szkoły i internaty, gdzie przestępstwa takie miały mieć miejsce. Podobnie jak w przypadku szkół rezydencjonalnych w Kanadzie, przestępstwa na tle seksualnym były częścią ogólnych dochodzeń i oskarżeń. Drugim podobieństwem jest fakt, że duża liczba tych wykroczeń popełniona była w placówkach prowadzonych przez Braci Chrześcijańskich, zakonu świeckiego który powstał w Irlandii i stamtąd rozprzestrzenił się na inne prowincje kościelne. Po tych wydarzeniach specjalnie powołana komisja kościelna wszczęła własne śledztwo. Jego efekty zaprezentował w 2005 roku arcybiskup Diarmuid Martin. Według komisji rządowej w latach 1962–2002, z samej diecezji w Ferns, 21 księży dokonało ponad 100 aktów molestowania seksualnego.
Jeden z raportów dotyczących przestępstw duchownych sporządzono w archidiecezji dublińskiej i w 2006 roku ogłoszono, że od 1940 roku w archidiecezji działało 102 księży pedofilów, z czego 91 księżom postawiono zarzuty. Liczba ofiar molestowania seksualnego sięgnęła 400.
20 maja 2009 roku Komisja Rządowo-Kościelna opublikowała kolejny raport (Raport Ryana) w sprawie molestowania i nadużywania przemocy, w ponad 200 domach opieki i sierocińcach zarówno kościelnych, jak i państwowych (prowadzonych przez zakonnice, zakonników oraz księży). Raport liczy 2600 stron i powstał w oparciu o zeznania prawie 2 tysięcy osób oraz o dokumentację kościelną i rządową. Raport ustalił, że w latach 1936–1990 co najmniej 800 księży, zakonnic i zakonników w tych ośrodkach dopuściło się wobec wychowanków takich praktyk, jak przemoc fizyczna, przemoc psychiczna, molestowanie seksualne, gwałty i zmuszanie do niewolniczej pracy ponad siły. Ogłoszenie tego raportu wzbudziło w irlandzkim społeczeństwie kolejny szok i oburzenie, co może w znaczący sposób przyspieszyć jeszcze bardziej i tak już drastyczny proces sekularyzacji w Irlandii.
W lipcu 2009 roku ukazał się kolejny, czwarty raport na temat nowych przypadków nadużyć seksualnych przez księży w archidiecezji dublińskiej począwszy od 1940 roku. Dotyczył on 46 księży, w tym 19 biskupów i 4 arcybiskupów. Z tej liczby 11 już zostało skazanych, a dalszych 4 jest ogólnie znanych z imienia i nazwiska.
26 listopada 2009 roku Daily Telegraph opublikował dokument pod nazwą „Raport na temat stosunku władz kościelnych i świeckich do zarzutów i podejrzeń seksualnego wykorzystywania dzieci w archidiecezji w Dublinie”. Wynika z niego, że Kościół katolicki w Irlandii krył swoich księży, którzy molestowali i seksualnie wykorzystywali dzieci. 700–stronicowy raport jest wynikiem trzyletniej pracy komisji, której przewodniczyła sędzia Yvonne Murphy (Raport Murphy). Przeanalizowano przypadki 46 księży od 1975 roku, ale faktycznie sięgnięto do lat 40. XX w. Fragmenty raportu utajniono w związku z możliwymi procesami karnymi.
15 marca 2010 roku kardynał Seán Brady potwierdził, że w roku 1975 był obecny, gdy dwie spośród ofiar księdza pedofila Brendana Smytha zostały zmuszone do podpisania zobowiązania zachowania milczenia. Wypowiedź Brady’ego wywołała falę krytyki jego postępowania. Jeśliby Brendan Smyth został osądzony w latach 1970., sądzę, że setki dzieci zostałyby ocalone od aktów pedofilii stwierdził Maeve Lewis, przewodniczący grupy One in Four stowarzyszającej ofiary pedofilii. Zażądał też odejścia kardynała. Szef irlandzkiej sekcji Amnesty International, Colm O’Gorman, powiedział, że Brady musiał być świadom wagi owych przestępstw seksualnych i że powinien był powiadomić o nich organy ścigania. Jest obsceniczne, że ofiary gwałtu były zmuszane do złożenia przyrzeczenia milczenia, powiedział, również domagając się odejścia Brady’ego.
W lipcu 2011 ministerstwo sprawiedliwości Irlandii opublikowało raport dotyczący przypadków molestowania seksualnego dzieci przez duchownych w diecezji Cloyne. Był to już czwarty z rządowych raportów dotyczących seksualnego wykorzystywania dzieci i Kościoła katolickiego. Różnił się od pozostałych tym, że dotyczył okresu, kiedy wytyczne dotyczące zgłaszania przypadków molestowania były już jasno ustalone. Raport stwierdził m.in., że:
- biskup John Magee fałszywie oznajmił rządowi i przedstawicielom ochrony zdrowia, że wszystkie oskarżenia o nadużycia są zgłaszane władzom; biskup także celowo wprowadził w błąd osoby zajmujące się przypadkami nadużyć tworząc dwie różne wersje dokumentu opisującego przebieg spotkania z księdzem podejrzanym o wykorzystywanie dziecka – inny dla Watykanu, inny na potrzeby diecezji
- diecezja Cloyne nie wprowadziła – pomimo wielokrotnych zapewnień, że tak się stało – w życie procedur ustalonych przez Kościół dotyczących zgłaszania przypadków nadużyć seksualnych
- w jednym z przypadków opisanych w raporcie wikariusz generalny diecezji – Denis O’Callaghan – zataił przed władzami personalia sprawcy i chciał wpłynąć na dochodzenie próbując wyznaczyć konkretnego oficera policji do zajmowania się sprawą
- poruszające wyniki dochodzeń były dodatkowo pogłębione postawą Watykanu, który wspierał osoby przeciwstawiające się wytycznym ustalonym przez Kościół w Irlandii; raport stwierdza, że postawa Watykanu była „całkowicie nieakceptowalna”
- komisja przygotowująca raport, która poprosiła nuncjusza apostolskiego o informacje dotyczące prowadzonego dochodzenia, otrzymała odpowiedź, że nuncjatura „nie może w tym względzie pomóc”.

Po opublikowaniu raportu premier Irlandii Enda Kenny powiedział w przemówieniu w parlamencie m.in.:

Ustalenia raportu z Cloyne postawiły rząd, irlandzkich katolików i Watykan w bezprecedensowej sytuacji.
Nie będzie przesadą powiedzieć, że po raportach Ryana i Murphy Irlandia jest już chyba niezdolna do bycia wstrząśniętą przez cokolwiek, co wiąże się z seksualnymi przestępstwami wobec dzieci.
Cloyne okazało się jednak sprawą innego rzędu.
Gdyż – po raz pierwszy w Irlandii – śledztwo dotyczące seksualnego napastowania nieletnich odsłoniło wysiłki Stolicy Apostolskiej, mające zakłócić dochodzenie w suwerennym, demokratycznym Państwie…, i to zaledwie trzy lata temu, a nie przed trzema dziesiątkami lat.
Raport z Cloyne odsłonił tym samym dysfunkcyjność, oderwanie, elitaryzm, dominujące w kulturze Watykanu aż do dziś.
Gwałty i męczenie dzieci były bagatelizowane albo radzono sobie z nimi tak, żeby tylko utrzymać zwierzchność instytucji, jej władzę, pozycję oraz „reputację”.

W dziewięcioleciu, które było dla irlandzkiego kościoła naznaczone skandalami seksualnymi, zanotowano najbardziej gwałtowny spadek uczestnictwa wiernych we mszach z 90% w latach 70. i 81% (1990) do 44% (2005). Irlandczycy zaczęli na niespotykaną wcześniej skalę odwracać się od Kościoła katolickiego i podnosić głosy sprzeciwu i ostrej krytyki na każdą próbę przypomnienia wiernym o katolickiej etyce seksualnej i moralności. Ponad 2/3 Irlandczyków jest zdania, że Kościół katolicki zawiódł i utracił autorytet moralny. Kryzys zaufania do Kościoła katolickiego w irlandzkim społeczeństwie był na tyle duży, że wpłynął na spadek liczby powołań kapłańskich i rezygnację z posługi wielu duchownych.

### Kanada
Dwie główne instytucje oskarżone o systematyczne przestępstwa seksualne wobec dzieci w Kanadzie to: szkoły rezydencjalne prowadzone przez dziesiątki lat przez kościoły anglikańskie, katolickie i protestanckie dla dzieci Pierwszych Narodów oraz Szkoła Mount Cashel w Nowej Fundlandii.
Oprócz tych dwóch przypadków, które ze względu na lata trwania i ukrywania przestępstw oraz liczba ofiar tej działalności przestępczej uzyskały największy rozgłos tak w Kanadzie, jak i mediach światowych, istnieje szereg przypadków mniej znanych. Zagadnieniu temu poświęcony jest Raport G.M. Shea przygotowany dla Law Society of Canada (Związek Prawa w Kanadzie). W Raporcie autor wylicza te przestępstwa seksualne, które znalazły się na wokandzie sądowej i dotyczyły instytucji katolickich prowadzonych przez diecezje lub inne oficjalnie zatwierdzone przez Watykan instytucje religijne. Nie obejmuje on przypadków indywidualnych ani przestępstw seksualnych wobec dorosłych.
Zasadniczym dokumentem sądowym zamykającym wieloletni proces dotyczący szkół rezydencjonalnych jest tzw. Settlement Agreement pomiędzy stronami oskarżonymi. W sekcji dotyczącej szkół i internatów prowadzonych przez organizacje katolickie wymienia on zakony, zgromadzenia religijne i diecezje odpowiedzialne za dokonane czyny. Oficjalna lista organizacji lub instytucji katolickich, które wyrokiem sądów kanadyjskich i decyzji Komisji Dochodzeniowej zostały obarczone odpowiedzialnością prawną za przestępstwa dokonane w szkołach rezydencjonalnych, wymienia 47 organów: zakony żeńskie, zakony męskie, kurie biskupie oraz bezpośrednio kilku biskupów. Z diecezji katolickich w Kanadzie wymienione są:
- Diecezja Prince George, Kolumbia Brytyjska
- Diecezja MacKenzie-Fort Smith, Alberta
- Diecezja Whitehorse, Jukon
- Diecezja Prince Albert, Saskatchewan
- Archidiecezja Grouard-McLennan, Alberta
- Archidiecezja Keewatin-Le Pas, Saskatchewan
- Archidiecezja Vancouver, Kolumbia Brytyjska
- Archidiecezja Winnipeg, Manitoba
- Archidiecezja Saint Boniface, Manitoba[139].

Instytucją powołaną na szczeblu ogólnopaństwowym dla spraw związanych z ponad 100-letnią historią szkół rezydencjonalnych jest kanadyjska Komisja Prawdy i Pojednania. Całość zagadnień z tym związana obejmowała szereg aspektów legalnych i moralnych, w których przestępstwa na tle seksualnym były jednym z zasadniczych, ale nie jedynym zagadnieniem.
Przestępstwa seksualne i molestowanie dzieci przez świecki zakon Braci Chrześcijańskich (Chrystian Brothers) w wieloletniej historii szkoły i sierocińca Mount Cashel w Nowej Fundlandii były przedmiotem wielu dochodzeń i opracowań. Opracowaniem wniosków końcowych, wynikających z tej szokującej ‘praktyki edukacji’ zajęła się specjalnie w tym celu powołana Królewska Komisja Dochodzeniowa pod przewodnictwem byłego sędziego Sądu Najwyższego Kanady, Samuela Hughesa.

### Niemcy
Według danych zgromadzonych przez czasopismo Der Spiegel, od roku 1995 istniały podejrzenia wobec 94 duchownych, spośród których 30 zostało postawionych przed sądem. Co najmniej 10 przypadków jest badanych po dziś dzień.
Jak oznajmiła gazeta Der Spiegel, przypadki molestowania seksualnego miały miejsce w domach salezjanów Dona Bosco w Augsburgu i Berlinie, w domu dziecka Vinzentinerinnen w Oggelsbeuren, w internacie w Mindelheim oraz we franciszkańskim internacie w Großkrotzenburg. Poważne zarzuty zostały postawione byłym pracownikom domu im. Franciszka Salezego w Essen. Dziennik Frankfurter Rundschau opisał kolejny przypadek z roku 1970: zakonnik zatrudniony w internacie w Sankt Ludwig Kolleg Bonn, pomimo postawionych mu zarzutów został przeniesiony do Würzburga, gdzie nadal pracował z młodzieżą.
Jednym z miejsc przestępstw seksualnych duchownych była szkoła prowadzona w latach 1964–1994 przez brata Benedykta XVI, Georga Ratzingera w Ratyzbonie. Zdarzenia miały miejsce w latach 1959–1971. Wielu ówczesnych uczniów placówki wystąpiło na początku marca 2010 roku z oskarżeniem pod adresem pracujących tam wtedy księży. Zarzuty dotyczyły pedofilii.
W Niemczech skandal wybuchł w końcu stycznia 2010 roku, kiedy to dyrektor jezuickiej szkoły Canisius-Kolleg w Berlinie, Klaus Mertes, napisał list do wszystkich, będących uczniami tej placówki w latach 1975–1983. W liście prosił o wybaczenie za napastowanie seksualne, którego ofiarą padli uczniowie ze strony dwóch nauczycieli – członków zakonu jezuitów. Udokumentowano łącznie 20 przypadków seksualnego molestowania w tym gimnazjum, jak też dziesiątki podobnych przypadków w jezuickich szkołach w szeregu miast niemieckich: Bonn, Hamburgu, Hannoverze i St. Blasien.
W 2010 roku liczba wystąpień z Kościoła katolickiego w Niemczech wyniosła około 180 tysięcy, co nieznacznie przewyższyło liczbę świeżo ochrzczonych dzieci i konwertytów z innych kościołów w tym okresie. Wzrost wystąpień o około 52 tys. w porównaniu z poprzednim rokiem według niemieckich mediów był motywowany ujawnieniem serii przestępstw seksualnych katolickich duchownych i reakcją hierarchów na nie. Wywołało to publiczną dyskusję na temat reform w Kościele katolickim, w tym nad wyświęcaniem na księży żonatych mężczyzn.
Według raportu Niemieckiego Kościoła Katolickiego, który został opublikowany 12 września 2018 roku przez gazetę Der Spiegel, w latach 1946–2014 co najmniej 1670 księży dopuściło się molestowania 3677 nieletnich w większości płci męskiej.

### Polska
Jednym z pierwszych takich skandali w Polsce było oskarżenie w 2001 ks. Michała Moskwy, proboszcza z Tylawy, o molestowanie przez kilkanaście lat dziewczynek w swojej parafii. Prokuratura w Krośnie nadzorowana przez Stanisława Piotrowicza umorzyła sprawę uznając, że ksiądz dotykał dziewczynki w miejscach intymnych, gdyż miał zdolności bioenergoterapeutyczne. Dopiero po publikacjach prasowych Prokuratura Krajowa nakazała przeprowadzenie powtórnego śledztwa, tym razem prokuraturze w Jaśle. Dopiero w roku 2004 zapadł wyrok skazujący na dwa lata w zawieszeniu na pięć za molestowanie sześciu dziewczynek, jednak arcybiskup przemyski Józef Michalik jeszcze przez rok pozwolił mu pracować w tej samej parafii.
23 lutego 2002 dzienniki „Rzeczpospolita” i „Gazeta Wyborcza” ujawniły oskarżenia o seksualne molestowanie poznańskich kleryków kierowane pod adresem arcybiskupa metropolity poznańskiego Juliusza Paetza. Wcześniej w ciągu dwóch lat lokalnemu środowisku katolickiemu nie udało się rozwiązać tej sprawy bez jej nagłaśniania. Rozmowy z metropolitą, a także interwencje u nuncjusza apostolskiego arcybiskupa Józefa Kowalczyka, u biskupów polskich oraz w Watykanie okazały się nieskuteczne. Paetz zaprzeczył sformułowanym przeciwko niemu oskarżeniom, choć równocześnie złożył rezygnację z obowiązków arcybiskupa metropolity poznańskiego, która 28 marca 2002 roku została przyjęta przez Jana Pawła II. Stolica Apostolska nałożyła na Paetza zakaz udzielania sakramentów święceń i bierzmowania, głoszenia kazań, konsekrowania kościołów i ołtarzy, a także przewodniczenia publicznym uroczystościom. Sprawa nie doczekała się formalnego końca, a sam Paetz aż do śmierci uczestniczył w życiu religijnym.
W 2004 roku proboszcz parafii w Jarnołtówku Zbigniew Paszkowski został skazany przez Sąd Rejonowy w Prudniku na 1,5 roku więzienia w zawieszeniu na 3 lata za molestowanie trzech chłopców w wieku od 11 do 13 lat. Poszkodowani byli wychowankami Domu Dziecka w Chmielowicach. Przebywali w Jarnołtówku w trakcie ferii w 1999. Molestowanie polegało na całowaniu ich w usta, obmacywaniu po udach, pośladkach i narządach płciowych, a także onanizowania jednego z nich. Na kolonie do Jarnołtówka przyjeżdżały dzieci z całego Śląska i z Ukrainy. Ksiądz Zbigniew Paszkowski jako jeden z nielicznych opolskich kapłanów był kawalerem Orderu Uśmiechu. W procesie apelacyjnym z 2007 księdza uniewinniono z zarzutów molestowania dwóch chłopców, natomiast uznano winnym molestowania trzeciego pokrzywdzonego. Sąd wymierzył karę roku pozbawienia wolności w zawieszeniu na 3 lata.
6 maja 2010 roku Chrześcijańskie Stowarzyszenie Troski o Media „Świadectwo” z Rzeszowa wystąpiło z wnioskiem do Prokuratora Generalnego, aby nie ujawniać publicznie księży zamieszanych w skandale seksualne do czasu, aż w ich sprawie nie uprawomocni się wyrok.
W latach 2002–2012 za molestowanie małoletnich skazano w Polsce prawomocnym wyrokiem 27 księży katolickich. Zdaniem holenderskiego dziennikarza Ekke Overbeeka, zajmującego się problemem pedofilii, autora książki „Lękajcie się. Ofiary pedofilii w Kościele mówią.”, wiele innych spraw zostało oddalonych ze względu na przedawnienie lub nie zostało w ogóle ujawnionych. Autor rzeczywistą liczbę ofiar wśród dzieci szacuje na setki lub tysiące.
23 czerwca 2008 roku został aresztowany 32-letni ksiądz Roman Behrendt, w 2009 roku skazany przez Sąd Rejonowy w Stargardzie na karę 8 lat pozbawienia wolności i 5 lat zakazu wykonywania zawodu pedagoga. Wskutek odwołania z 2010 roku wyrok złagodzono i zmniejszono do 4,5 roku leczenia psychiatrycznego na oddziale szpitalnym w zakładzie karnym. W 2010 roku w wyniku apelacji wyrok zmniejszono do 4 lat pozbawienia wolności. W 2012 roku ksiądz wyszedł na wolność i zamieszkał w zakonie Chrystusowców w podpoznańskim Puszczykowie. Po proteście mieszkańców oraz publikacji Gazety Wyborczej ksiądz Roman Behrendt opuścił w styczniu 2017 roku puszczykowski dom księży emerytów. W 2018 roku po procesie administracyjnym został wydalony ze stanu duchownego oraz przestał być członkiem Towarzystwa Chrystusowego. Sąd Okręgowy w Poznaniu nakazał Towarzystwu Chrystusowemu wypłacić 1 mln zł ofierze molestowania seksualnego i dożywotnią rentę w wysokości 800 zł. Towarzystwo złożyło odwołanie od wyroku. 2 października 2018 roku Sąd Apelacyjny w Poznaniu prawomocnym wyrokiem utrzymał w mocy orzeczenie sądu pierwszej instancji.
W 2013 roku wybuchła w Dominikanie afera pedofilska z udziałem dwóch polskich duchownych. O wykorzystywanie seksualne dzieci zostali oskarżeni: ówczesny nuncjusz apostolski arcybiskup Józef Wesołowski oraz ksiądz Wojciech Gil. Arcybiskup Wesołowski zmarł wkrótce po rozpoczęciu procesu. Natomiast Wojciech Gil w trakcie procesu przyznał się do winy i zaproponował karę 7 lat więzienia. Sąd uznał go winnym molestowania 2 osób obywatelstwa polskiego i 6 dominikańskiego oraz przystał na propozycję dobrowolnego poddania się karze.
Po procesie o odszkodowanie za pedofilię w 2015 roku diecezja koszalińsko-kołobrzeska wypłaciła odszkodowanie ofierze księdza-pedofila molestowanemu w dzieciństwie. Ofiara domagała się 200 tysięcy złotych. Kwota wypłaconego odszkodowania nie została ujawniona opinii publicznej. Sam ksiądz został skazany na dwa lata więzienia. Sprawa ta umożliwia dochodzenie swoich roszczeń innym ofiarom molestowania przez duchownych w Polsce.
W lutym 2016 roku Sąd Okręgowy w Zamościu skazał księdza Stanisława Górnika na 3 lata bezwzględnego więzienia za wieloletnie molestowanie dzieci, jak również orzekł zakaz kontaktowania się z pokrzywdzonymi i zakaz zbliżania się do nich na mniej niż 50 metrów na okres siedmiu lat. Stanisław Górnik, proboszcz parafii Kalinówka, był wykładowcą akademickim, posiadał stopień naukowy doktora.
7 października 2018 roku, po półtorarocznej pracy, Fundacja „Nie Lękajcie Się” na swojej stronie internetowej uruchomiła mapę przedstawiającą m.in. miejscowości 266 ofiar nadużyć seksualnych dokonanych przez duchownych w Polsce. Zawiera ona inicjały sprawcy oraz miejscowość, w której przypadek molestowania miał miejsce. Zastrzeżenia wobec mapy wyraził prezes KAI Marcin Przeciszewski, który uważa, że nie wszystkie przypadki przeszły należytą weryfikację. Autorzy mapy wyjaśnili, że podjęli ten temat, gdyż księża molestujący małoletnich byli przenoszeni z parafii do parafii narażając kolejne potencjalne ofiary.
W grudniu 2018 kilka osób, w tym Michał Wojciechowicz i Barbara Borowiecka, ogłosiło, że w latach 80. były wykorzystywane seksualnie przez prałata Henryka Jankowskiego.
14 marca 2019 Konferencja Episkopatu Polski przedstawiła opracowanie dot. zgłoszeń przypadków wykorzystania seksualnego małoletnich, który przedstawił dane, że:

382 zgłoszenia przypadków wykorzystywania seksualnego małoletnich, w tym 198 dotyczyło osób poniżej 15 roku życia, a 184 powyżej 15 roku życia; zgłoszone przypadki obejmują czas od 1 stycznia 1990 r. do 30 czerwca 2018 r. – wynika z danych, które otrzymał Sekretariat Konferencji Episkopatu Polski od wszystkich diecezji i zakonów. Zostały one opracowane przez Instytut Statystyki Kościoła Katolickiego i Centrum Ochrony Dziecka.
Łączna liczba ofiar we wszystkich (również niepotwierdzonych) przypadkach poniżej 15 roku życia wynosiła 345. Natomiast powyżej 15 roku życia – 280. Wśród ofiar, we wszystkich zgłoszonych przypadkach łącznie małoletni płci męskiej stanowili 58,4 proc., natomiast małoletni płci żeńskiej 41,6 proc.

11 maja 2019 Tomasz Sekielski zamieścił na serwisie YouTube film dokumentalny pt. Tylko nie mów nikomu przedstawiający relacje ofiar księży pedofilów i ich konfrontacje ze swoimi oprawcami.
Portal OKO.press w maju 2019 zarzucił siedmiu polskim biskupom tuszowanie przypadków pedofilii. Są to: Alojzy Orszulik, Andrzej Dziuba, Edmund Piszcz, Wojciech Ziemba, Józef Górzyński, Józef Kupny, Kazimierz Nycz. W maju 2019 reporter programu „Czarno na białym” w TVN24 ujawnił, że skazany w 2004 roku Michał Moskwa, były proboszcz z Tylawy, regularnie prowadzi różaniec w Radiu Maryja.
W odpowiedzi na doniesienia o nadużyciach politycy zaproponowali utworzenie mającej je zbadać komisji. Według PiS winna ona skupiać się na przypadkach nadużyć seksualnych nie tylko w Kościele katolickim, ale i wziąć pod uwagę inne środowiska związane z opieką nad dziećmi, na podobieństwo Komisji działającej w Australii, wedle raportu której tylko 70% sprawców wywodziło się z organizacji religijnych. Projekt PO przewiduje miejsce w podobnej komisji także dla przedstawicieli Kościoła katolickiego. O powołanie komisji, mającej skupiać przedstawicieli prawników, lekarzy, psychologów i organizacji pozarządowych (ale nie Kościołów) stara się natomiast Fundacja Nie Lękajcie Się.
W czerwcu 2019 „Gazeta Wyborcza” zarzuciła grupie polskich biskupów tuszowanie czynów pedofilskich popełnionych przez podległych im duchownych. Zarzuty dotyczą następujących biskupów: Alojzy Orszulik, Piotr Greger, Kazimierz Nycz, Ignacy Jeż, Henryk Gulbinowicz, Marian Gołębiewski, Jan Tyrawa, Edward Janiak, Sławoj Leszek Głódź, Stanisław Stefanek, Marian Przykucki, Zygmunt Kamiński, Andrzej Dzięga, Edmund Piszcz, Wojciech Ziemba, Józef Górzyński, Henryk Hoser, Marek Jędraszewski, Józef Michalik, Jan Wątroba, Tadeusz Gocłowski.
We wrześniu 2019 Sejm RP uchwalił ustawę o Państwowej Komisji do spraw wyjaśniania przypadków czynności skierowanych przeciwko wolności seksualnej i obyczajności wobec małoletniego poniżej lat 15 zwanej w skrócie państwową komisją do spraw pedofilii. Pierwszego członka tej komisji nominowano dopiero w maju 2020, po emisji filmu „Zabawa w chowanego”, nagłaśniającego bierność hierarchii katolickiej i władz państwowych w sprawie pedofilii.
10 maja 2021 papież Franciszek wezwał polskich biskupów w trybie pilnym (za pośrednictwem Nuncjatury Apostolskiej w Polsce) do złożenia wizyty ad limina w Watykanie. Jest to spowodowane napływaniem do Watykanu znacznej liczby zgłoszeń o zaniedbaniach polskich biskupów przy wyjaśnianiu spraw dotyczących wykorzystywania seksualnego małoletnich przez część duchownych. Wizyta jest planowana na przełom września i października 2021.

### Stany Zjednoczone
W latach 1992–1993 media poinformowały o nadużyciach seksualnych popełnianych przez duchownych w diecezjach w Dallas i Fall River oraz w archidiecezji bostońskiej.
Na początku XXI wieku archidiecezja Milwaukee płaciła księżom pedofilom 20 tys. $ za porzucenie kapłaństwa.
W 2004 roku postawiono 1092 nowych zarzutów księżom, którzy dopuścili się przestępstw seksualnych.
W następnych latach przestępstwa seksualne katolickiego duchowieństwa zaczęły wychodzić na jaw w pozostałych diecezjach i parafiach w różnych częściach kraju, a sprawy szczególnie głośne były w diecezjach portlandzkiej, kalifornijskiej, Chicago czy w San Diego. Udane śledztwa i procesy zmobilizowały kolejnych poszkodowanych, którzy zaczęli przełamywać milczenie. Powstały stowarzyszenia i fundacje osób, które były wykorzystywane seksualnie przez osoby duchowne. Przez cały kraj przetoczyła się fala procesów wytaczanych Kościołowi katolickiemu przez wiernych, którzy za młodu byli molestowani seksualnie i upokarzani fizycznie i psychicznie przez księży w przykościelnych szkołach, na lekcjach religii, w chórach czy po zebraniach ministrantów.
Ogłoszony w 2004 roku raport episkopatu Stanów Zjednoczonych, opisujący lata 1950–2002, podaje liczbę 4392 księży podejrzanych o molestowanie, których ofiarą miało paść 10667 nieletnich (poniżej 18 lat). Stanowi to 4% amerykańskich księży działających w tamtym okresie. Tylko 1057 spośród nich zostało poddanych policyjnemu dochodzeniu, przy czym jedynie 396 postawiono przed sądem, z czego 259 zostało skazanych. W raporcie przeanalizowano także prowadzone w tego rodzaju sprawach postępowania kanoniczne. Ogółem zebrano dane o 6696 postępowaniach kanonicznych. Zarzuty molestowania uznano za uzasadnione w 4570 przypadkach (>68%), za nieuzasadnione w 1028 przypadkach (>15%), a w 83 (>1%) udowodniono, że są fałszywe. Aż 1015 dochodzeń (>15%) zakończyło się bez definitywnej konkluzji. W sumie, 1671 księży uznano za winnych, a 345 za niewinnych.
Do 2009 roku tylko ofiarom molestowania amerykańskich księży wypłacono 2,6 mld USD. Do 2011 roku siedem diecezji ogłosiło bankructwo (ale nie przestało działać): Portland, Tucson, Spokane, Davenport, San Diego, Wilmington i Fairbanks (na skraju upadłości jest archidiecezja Milwaukee, w której molestowano 200 głuchoniemych chłopców). W przypadkach ogłoszenia niewypłacalności ofiarom przyznaje się odszkodowania z opóźnieniem i są one mniejsze, np. o 38 mln USD w diecezji Spokane lub diecezji Delaware. Może to także utrudniać dojście do prawdy wymiarowi sprawiedliwości. Część oskarżonych księży nie żyje od dawna, a niektórzy zmarli jeszcze przed procesami. Większość z nich to osoby w podeszłym wieku. Ostatecznie skazano 252 księży, w tym 100 na kary więzienia. Procesy jednak trwają nadal,, a kolejne afery seksualne wychodzą na jaw w dalszym ciągu. Kościół w Stanach Zjednoczonych usunął ze stanu duchownego kilkuset księży i utrudnił przyjmowanie do seminariów. W 200 przypadkach zarzuty stawiane księżom okazały się być nieprawdziwe; kilku z nich popełniło samobójstwo. Krytykowana była także praktyka ukrywania przez biskupów przypadków pedofilii wśród księży, polegająca na przenoszeniu takich duchownych do innych parafii lub wysyłania ich z misją do odległych krajów.
W 2011 opublikowano raport na temat molestowania nieletnich przez księży katolickich w latach 1950-2010 przeprowadzony przez naukowców z John Jay College of Criminal Justice. Autorzy raportu m.in. zaprzeczyli, by dane statystyczne potwierdzały tezę, że księża o orientacji homoseksualnej częściej byli sprawcami molestowania seksualnego niż księża heteroseksualni. Dodatkowo wg danych klinicznych jedynie 4% księży, którzy molestowali dzieci, można zakwalifikować jako pedofiliów.
W październiku 2011 roku został postawiony w akt oskarżenia Robert Finn w związku z zaniechaniem powiadomienia władz o pornografii dziecięcej na komputerze podległego mu księdza, co uczyniło go pierwszym katolickim biskupem w Stanach Zjednoczonych formalnie oskarżonym o zaniechania związane z przestępstwami seksualnymi wobec dzieci.
Do 2011 roku w przypadku 6000 księży istniały podejrzenia o przestępstwa seksualne, jednak wiele ze spraw uległo przedawnieniu.
W 2016 roku film Spotlight – opowiadający historię śledztwa dziennikarzy „The Boston Globe”, dotyczącego tuszowania licznych przypadków molestowania seksualnego dzieci przez księży katolickich, zakończonego otrzymaniem nagrody Pulitzera – został uhonorowany Oscarem za najlepszy film i za najlepszy scenariusz.
Sąd Najwyższy Pensylwanii opublikował w sierpniu 2018 roku raport sporządzony przez prokuratora generalnego Pensylwanii Josha Shapiro, przedstawiający przypadki pedofilii w sześciu badanych z ośmiu diecezji tamtejszego Kościoła katolickiego. Raport wymienia ponad 300 duchownych dopuszczających się tego przestępstwa w ciągu minionych 70 lat, a liczbę pokrzywdzonych dzieci określa na ponad 1000 osób, przy czym część przestępstw mogła zostać zatuszowana lub nie zostać zgłoszona. Wśród osób podejrzewanych o tuszowanie skandalu jest obecny metropolita Waszyngtonu, kardynał Donald Wuerl.
Amerykańska organizacja pozarządowa BishopAccountability.org oceniła, że w latach 1950–2016 w Stanach Zjednoczonych przestępstw pedofilii dopuściło się 6721 księży, zaś liczba ofiar wynosi 18 565 dzieci.

### Włochy
27 grudnia 2007 roku ujawniono, iż znany włoski ksiądz Pierino Gelmini, założyciel wspólnoty dobroczynnej Spotkanie, został formalnie oskarżony przez prokuraturę o molestowanie seksualne ośmiorga swych byłych podopiecznych, w tym dwojga nieletnich.
Na początku 2009 roku został ujawniony kolejny skandal. Po 25 latach od zamknięcia w 1984 roku prowadzonego przez Pijarów ośrodka dla głuchoniemych dzieci – Instytutu imienia Antonio Provolo w Weronie, ponad 60 byłych podopiecznych zeznało, że było wykorzystywanych seksualnie przez swoich opiekunów – księży. Przez swoje kalectwo ofiary były skazane na milczenie. Mężczyźni i kobiety w wieku od 40 do 70 lat twierdzą, że przed wieloma laty jako dzieci byli seksualnie wykorzystywani, bici i poniżani przez około 25 księży. Wielu z nich to obecnie sędziwi duchowni. Żaden z nich nigdy nie odpowiedział za swe czyny. Watykan otworzył dochodzenie w sprawie przypadków przestępstw seksualnych w tej szkole w lutym 2010 roku. Jeden z byłych uczniów szkoły oskarżył o molestowanie ówczesnego ordynariusza diecezji Werona, później biskupa Giuseppe Carraro.

## Krytyka
Philip Jenkins, profesor Wydziału Religii i Historii w Penn State University, zakwestionował tezy zwiększonej liczby nadużyć seksualnych wśród księży i wyliczył, że w podobne przypadki angażowało się ok. 0,2% duchownych. Zdaniem Jenkinsa, wyciąganie wniosków z przypadków nadużyć wśród księży katolickich byłoby uzasadnione tylko wtedy, gdyby porównywano je do równie częstych przypadków nadużyć wśród duchownych innych wyznań, a także wśród osób nie będących duchownymi, np. nauczycieli czy wychowawców. W opublikowanym w 2002 roku artykule napisał:

Badanie przeprowadzone przeze mnie na przestrzeni ostatnich 20 lat nie dostarczyły żadnego dowodu na to, że duchowni katoliccy lub innej religii objętej celibatem, mają większe skłonności do angażowania się w niewłaściwe zachowania lub nadużycia niż duchowni innych wyznań – czy w ogóle osoby nie będące duchownymi. Pomimo że niektóre media podnoszą takie przypadki jako kryzys celibatu, takie twierdzenie nie ma żadnych podstaw.

Jenkins zwraca także uwagę na sposób raportowania tych przypadków przez media na przykładzie Chicago, w którym wzięto pod uwagę wszystkie skargi złożone w ciągu czterdziestu lat i przeanalizowano je w odniesieniu do 2200 księży, którzy odbywali w tym czasie posługę kapłańską w parafii. W rezultacie uzyskano świadectwo o nadużyciach dokonanych przez 40 księży na przestrzeni czterdziestu lat, mające przy tym charakter przypuszczenia, a nie dowodu w sensie prawnym. Wśród tych przypadków tylko jeden dotyczył pedofilii w sensie karno-psychiatrycznym, zaś pozostałe – różnego rodzaju kontaktów seksualnych z osobami w wieku 16–18 lat, stanowiącymi naruszenie obowiązującego w danym okresie prawa.
Jenkins uważa, że – niezależnie od moralnej naganności tych kontaktów – nie można nazywać ich pedofilią, zaś manipulacją jest medialne nagłaśnianie takich przypadków tylko w przypadku Kościoła katolickiego, z pominięciem nadużyć seksualnych duchownych protestanckich, żydowskich, muzułmańskich czy jakichkolwiek innych. W książce wydanej w 2003 roku Jenkins wyraził pogląd, że w rzeczywistości odsetek nadużyć seksualnych wśród księży katolickich jest znacznie mniejszy niż przypisywany im przez media i mniejszy niż w innych grupach społecznych.
Z raportu Johna Jaya z 2004 roku dotyczącego duchowieństwa amerykańskiego wynika, że 4% duchownych w latach 1950–2002 zostało oskarżonych o molestowanie seksualne osób nieletnich. Dane te uwzględniają księży, którym postawiono zarzuty o popełnienie przestępstwa seksualnego z udziałem dzieci, nie uwzględnia natomiast skali zjawiska.
Z raportu Charol Shakeshaft, przygotowanego dla Amerykańskiego Departamentu Edukacji wynika, że pedofilia wśród księży zdarza się nawet 100 razy rzadziej niż wśród np. nauczycieli i pracowników szkół. Według tego badania niemal 10% uczniów szkół publicznych w Stanach Zjednoczonych doświadczyło niechcianego zainteresowania na tle seksualnym ze strony pracowników szkoły. Raport przypomina, że w 2009 roku w Stanach Zjednoczonych zanotowano tylko 6 przypadków zgłoszeń molestowania, co stawia Kościół katolicki w szeregu z tymi grupami, które ze zjawiskiem pedofilii w swoich szeregach radziły sobie najlepiej w całym kraju.
Według stanowiska Stolicy Apostolskiej z września 2009 odsetek osób duchownych dokonujących naruszeń prawa na tle seksualnym wynosił 1,5–5%. Watykan w swoim stanowisku dodał ponadto, że w 85% przypadków pedofilii dokonują takie osoby, jak: członkowie rodziny, bliscy i krewni, opiekunowie lub sąsiedzi ofiar, natomiast sprawcami 1/6 takich naruszeń prawa są inne dzieci. W stanowisku Watykanu czytamy ponadto, że w istocie problem dotyczy głównie nie pedofilii, lecz w głównej mierze efebofilii. W 80–90% aktów naruszeń seksualnych dokonują księża o orientacji homoseksualnej (mimo braku jawnych dowodów na powiązanie tych zjawisk). Stanowisko nadmienia także, że większość zarzutów o naruszenia seksualne wobec dzieci dokonywane przez duchowieństwo w Stanach Zjednoczonych dotyczy tamtejszych kościołów protestanckich. Problem dotyczy także duchownych religii mojżeszowej, gdzie liczba zarzutów wobec amerykańskich gmin żydowskich jest podobna do zarzutów wobec kościołów protestanckich. Zgodnie z innymi źródłami jest to 4%.